# Nahulu Jae
Nahulu Jae is een bestuurslaag in het regentschap Padang Lawas Utara van de provincie Noord-Sumatra, Indonesië. Nahulu Jae telt 682 inwoners (volkstelling 2010).